# Liste de ponts du Gard
Cette liste de ponts du Gard recense les ponts inscrits à l’inventaire national des monuments historiques :
- Viaduc - Chamborigaud - XIXe siècle
- Pont suspendu dit ancien Pont de Fourques - Fourques
- Via Domitia - Gallargues-le-Montueux - Antiquité
- Pont des Camisards - Mialet - XVIIe siècle ; XVIIIe siècle
- Pont suspendu (ancien) - Remoulins
- Pont Charles-Martel sur la Cèze - La Roque-sur-Cèze - XIVe siècle
- Pont sur le Gardon - Saint-Jean-du-Gard - XVIe siècle ; XVIIIe siècle
- Pont Vieux de Trèves - Trèves
- Pont du Gard - Vers-Pont-du-Gard - gallo-romain
- Vieux pont - Le Vigan - XIVe siècle
- Pont des Abarines - Mialet - XXe siècle
- Pont Saint-Nicolas - sur la route entre Nîmes et Uzès.

## Sources
Base Mérimée du Ministère de la Culture et de la Communication[source insuffisante]